# Thomas Koorilos Chakkalapadickal
Thomas Koorilos Chakkalapadickal (* 19. Oktober 1958 in Kaddapra Mannar) ist ein indischer Geistlicher und syro-malankara katholischer Erzbischof von Tiruvalla.

## Leben
Thomas Koorilos Chakkalapadickal empfing am 30. Dezember 1985 die Priesterweihe.
Papst Johannes Paul II. ernannte ihn am 9. Mai 1997 zum Weihbischof in Tiruvalla und Titularbischof von Tigisi in Mauretania. Der Bischof von Tiruvalla, Geevarghese Timotheos Chundevalel, spendete ihm am 17. Juli  desselben Jahres die Bischofsweihe; Mitkonsekratoren waren Geevarghese Divannasios Ottathengil, Bischof von Battery, und Kuriakose Kunnacherry, Bischof von Kottayam.
Am 15. Januar 2003 wurde er zum ersten Bischof der mit gleichem Datum errichteten Eparchie Muvattupuzha ernannt. Am 26. März 2007 wurde er zum Erzbischof von Tiruvalla ernannt und am 2. Mai desselben Jahres in das Amt eingeführt.